# Malcolm Ranjith
Malcolm kardinál Ranjith (plným jménem Albert Malcolm Ranjith kardinál Patabendige Don; * 15. listopadu 1947, Polgahavela) je srílanský římskokatolický kněz, arcibiskup kolombské arcidiecéze a od roku 2010 také kardinál.

## Život
Začal studovat v semináři v Kandy. Kardinál Thomas Benjamin Cooray ho vyslal na studia do Říma, kde získal doktorát na Papežské univerzitě Urbaniana. Kněžské svěcení přijal 29. června 1975 z rukou papeže Pavla VI. O tři roky později se vrátil do vlasti.
Dne 17. června 1991 byl jmenován pomocným biskupem diecéze Kolombo, 2. listopadu 1995 biskupem v Ratnapuře. Do Říma se vrátil 1. října 2001, kdy začal působit v Kongregaci pro evangelizaci národů. 29. dubna 1994 byl povýšen na arcibiskupa a zároveň ho papež Jan Pavel II. jmenoval apoštolským nunciem v Indonésii a Východním Timoru. Podruhé se vrátil do Vatikánu 10. prosince 2005, kdy se stal sekretářem Kongregace pro bohoslužbu a svátosti. Dne 16. června 2009 ho papež Benedikt XVI. jmenoval arcibiskupem kolombské arcidiecéze. Od roku 2010 je také předsedou srílanské biskupské konference.
Jeho kardinálská nominace byla oznámena 20. října 2010, kardinálské insignie převzal na konsistoři 20. listopadu téhož roku. Byl jmenovaln kardinálem ve třídě kardinál-kněz. Jeho titulárním kostelem je římská bazilika San Lorenzo in Lucina.

## Postoje
Malcolm kardinál Ranjith patří k předním kritikům liturgických reforem po druhém vatikánském koncilu. Vnímá je jako sekularizaci západního křesťanství. Velmi podporuje tridentskou mši. Ignorování a omezování encykliky Summorum Pontificum (která tuto formu slavení mše rozšiřuje) biskupy v některých diecézích považuje za projev „neposlušnosti, ba dokonce vzpoury proti papeži“. Ve své arcidiecézi zakázal přijímání na ruku a ve stoje, které se po druhém vatikánském koncilu rozšířilo, ač dle Ranjithova názoru „nebylo požadováno ani Sacrosanctum Concilium, ani koncilními otci, ale schváleno poté, co se v některých zemích neoprávněně rozšířilo.“
Jako sekretář Kongregace pro bohoslužbu a svátosti, mluvil po vydání dokumentu o tom, že se někde setkal s kritikou dokonce z řad biskupů a kardinálů a s místními dokumenty nepřímo omezujícími dopad Summorum pontificum. Za těmito aktivitami dle něj stojí jednak ideologické předsudky, jednak pýcha. Navíc řekl, že biskupové, kteří se snaží aplikaci Summorum pontificum nějak omezovat, se dobrovolně stávají nástroji ďábla a obvinil je z neposlušnosti či dokonce vzpoury proti papeži, na kterou nemají právo.